# Joana Osman
Joana Osman (* 1982) ist eine deutsch-palästinensische Schriftstellerin und Dozentin. 

## Leben
Joana Osman wurde in München als Tochter eines palästinensischen Vaters und einer deutschen Mutter geboren. Sie studierte Amerikanistik, Theaterwissenschaft und Kunstgeschichte in München sowie Literacy Management an der Pädagogischen Hochschule in Freiburg. 
2012 wurde sie Mitbegründerin der Israelisch-Palästinensisch-Iranischen Friedensbewegung The Peace Factory, die mittels sozialer Netzwerke Menschen aus Konfliktregionen einander näher bringt. Für The Peace Factory hält Joana Osman mehrmals im Jahr Vorträge und Storytellingworkshops im Nahen Osten und überall auf der Welt, unter anderem bei der UNO in New York City, im House of Lords, London, im Auswärtigen Amt und an diversen Universitäten, bei denen sie sich für Freundschaften zwischen Menschen in Konfliktregionen einsetzt.
Ihre Erfahrungen verarbeitete sie in ihrem 2019 erschienenen Debütroman Am Boden des Himmels. Für diesen Roman, der im Genre magischer Realismus zu verorten ist, erhielt Osman 2020 den Phantastik-Preis der Stadt Wetzlar.
Am 30. August 2023 erschien ihr autofiktionaler Roman Wo die Geister tanzen, in dem sie ihre palästinensische Familiengeschichte erzählt. 2024 erhielt sie dafür den Bayerischen Kunstförderpreis in der Kategorie Literatur.
Joana Osman arbeitet als Autorin und Dozentin für Storytelling und lebt mit ihrer Familie in der Nähe von München.

## Werke

### Bücher
- Joana Osman: Am Boden des Himmels. Atlantik Verlag, 2019, ISBN 3-455-00653-1.
- Joana Osman: Wo die Geister tanzen. C. Bertelsmann Verlag, 2023, ISBN 3-570-10522-9.

### Textbeiträge
- Geschichte in Kostümen. Ein Gespräch zwischen Per Leo, Meron Mendel, Joana Osman und Sasha Marianna Salzmann. In: Trotzdem sprechen: Dies ist die konkreteste Utopie unserer Tage! Gorelik, L., Schellbach, M. & Zadoff, M. (2024). Ullstein Buchverlage. ISBN 978-3-550-20304-6
- Can Art Aid in Resolving Conflicts? In: Latar, N. L., Wind, J. & Lev-Er, O. (2018). Can art aid in resolving conflicts?: 100 Perspectives. Frame Publishers. ISBN 9492311321

## Rezeption
Osmans Roman Wo die Geister tanzen wurde vom Bayerischen Rundfunk als „das richtige Buch, die richtige Stimme zur richtigen Zeit“ bezeichnet. Jutta Czeguhn lobt in der Süddeutschen Zeitung Osmans „szenisch präzise Kraft“, während Stephanie von Oppen von Deutschlandfunk Kultur das Buch einen „sehr persönlichen und zutiefst humanistischen Roman“ nannte.